# Seeadler (Schiff, 1927)
Die Seeadler war ein Torpedoboot der Raubvogel-Klasse (Torpedoboot 1923). Es war ab 1927 im Dienst der Reichsmarine (später Kriegsmarine) und sank im Zweiten Weltkrieg am 13. Mai 1942 im Ärmelkanal nach einem Torpedotreffer.

## Geschichte

### Bau und Stapellauf
Die Seeadler wurde am 5. Oktober 1925 bei der Reichsmarinewerft Wilhelmshaven zusammen mit den Schwesterbooten Greif und Albatros auf Kiel gelegt, die alle am 15. Juli 1926 vom Stapel liefen. Die Indienststellung erfolgte am 1. Mai 1927. Den Namen Seeadler hatten zuvor 1916/17 der von Felix Graf von Luckner geführter Hilfskreuzer Seeadler (1878, 1.571 BRT, Vollschiff mit Hilfsmotor) und der Kreuzer IV. Klasse Seeadler (1892–1914, 1.864 t) bei der Kaiserlichen Marine getragen.

### Einsatzgeschichte
Die Seeadler wurde als drittes Torpedoboot vom Typ 1923 nach dem Typschiff Möwe und der Greif fertiggestellt. Als einziges der sechs Boote der Raubvogel-Klasse erhielt sie ihre Antriebsanlage von der Germaniawerft in Kiel. Am 14. Juli 1928 löste sie das Vorkriegsboot T 185 als Führerboot der II. Torpedobootsflottille ab und beteiligte sich dann an der Sommerfahrt der Flotte in norwegische Gewässer. Das Boot wurde allerdings schon am 15. November 1928 außer Dienst gestellt, um in der Werft einige Umbauten zur Verbesserung der Stabilität durchzuführen.
Am 10. April 1929 wurde es unter Kapitänleutnant Gerhard Wagner wieder aktiviert, um V 5 bei der 3. Torpedobootshalbflottille zu ersetzen. Dort wurde das Boot am 15. August 1929 durch das neue Torpedoboot Leopard ersetzt, das auch die Besatzung der Seeadler weitgehend übernahm. Nach nur einer Woche kam die Seeadler bei der 4. Torpedobootshalbflottille als Ersatz für das Schwesterboot Möwe in Dienst, dessen Besatzung sie dabei übernahm. Am 19. Oktober 1929 wurde die Seeadler erneut außer Dienst gestellt.
Am 15. Oktober 1930 kam das Boot dann wieder als Führerboot zur II. Torpedobootsflottille, die gerade von Korvettenkapitän Hermann Mootz übernommen worden war. Neben dem normalen Ausbildungsdienst beteiligte sich das Boot an der Norwegenreise der Flotte vom 15. Juni bis zum 3. Juli 1931. 1932 gehörte die Seeadler zum Verband des Befehlshabers der Aufklärungsstreitkräfte (B.d.A), Konteradmiral Conrad Albrecht, der mit dem Leichten Kreuzer Königsberg und den Torpedobooten Seeadler, Albatros, Falke, Möwe und Kondor das Deutsche Reich vom 11. bis 17. Juli in Stockholm bei den Feierlichkeiten zur Verlobung des schwedischen Erbprinzen Gustav Adolf mit der deutschen Prinzessin Sibylla von Sachsen-Coburg und Gotha vertrat. Anschließend besuchte die Seeadler noch Helsinki und Riga. Am 20. Juli 1933 wurde die Seeadler durch die Leopard ersetzt und stellte erneut außer Dienst.
Am 5. Oktober 1933 wurde die Seeadler mit der Albatros für die 2. Torpedobootshalbflottille wieder in Dienst gestellt. Das Boot ersetzte dort das Vorkriegsboot T 196 und diente als Führerboot der Halbflottille. 1934 besuchte das Boot mit der Halbflottille als einzigen Auslandshafen vom 13. bis 17. Juli das damals noch finnische Wyborg. Am 1. Oktober 1934 wurde aus der Halbflottille die 2. Torpedobootsflottille, zu der neben der Seeadler noch das Schwesterboot Albatros sowie die Luchs und Leopard der Raubtier-Klasse gehörten. Die Leopard war seit Oktober 1933 Führerboot für die neugeschaffene Stelle des Führers der Torpedoboote (F.d.T). Die Seeadler und die Albatros hatten 1933 ihre 10,5-cm-Geschütze abgegeben und gegen 12,7-cm-Kanonen getauscht.
Ab Juli 1936 bis Oktober 1937 erfolgten vier Einsätze des Bootes im Rahmen der sogenannten Neutralitätspatrouillen vor den spanischen Küsten. Beim ersten Einsatz vom 28. Juli bis zum 27. August 1936 folgten die vier Boote der 2. Flottille zusammen mit dem Leichten Kreuzer Köln den zuerst ausgelaufenen Panzerschiffen Deutschland und Admiral Scheer zur nordspanischen Küste, wo Häfen beider Bürgerkriegsparteien angelaufen wurden und deutsche und andere Flüchtlinge nach Frankreich evakuiert wurden. Die Kriegsschiffe übernahmen nicht nur Flüchtlinge, sondern sicherten auch die vielen vom Deutschen Reich für die Rückführung Deutscher gecharterten Handelsschiffe. Ein zweiter Spanien-Einsatz wurde von der 2. Flottille mit der Seeadler vom 28. September bis zum 29. November 1936 durchgeführt.
Zum dritten Einsatz befand sich die Flottille unter dem neuen Flottillenchef, Fregattenkapitän Meisel, im Mai und Juni 1937 vor dem von der Nichteinmischungskommission zugewiesenen Abschnitt vor der spanischen Ostküste und nutzte die Balearen als Versorgungsraum. Am 29. Mai 1937 griffen rotspanische Flugzeuge das vor Ibiza liegende Panzerschiff Deutschland an, wobei 31 Tote und 75 Verwundete zu beklagen waren. Als Vergeltungsmaßnahme beschoss darauf die Admiral Scheer Almería, in dessen Hafen sich aber keine Kriegsschiffe der Republikaner befanden. Begleitet wurde das Panzerschiff durch die vier Boote der 2. Flottille, die selbst eine spanische Küstenbatterie beschossen. Im Juni erfolgte die Rückverlegung nach Deutschland.
Ein letzter Einsatz der Seeadler vor Spanien erfolgte vom 30. Juli bis zum 7. Oktober 1937. Als die 2. Torpedobootsflottille zum Ende des Herbstes 1937 aufgelöst wurde, diente das Boot als Schulboot bei der Ausbildungsabteilung der 3./5. Zerstörerdivision, bis es am 10. Dezember 1937 außer Dienst gestellt wurde.
Am 11. Juni 1938 stellte die Seeadler für die 4. Torpedobootsflottille in Dienst. Anlässlich des Stapellaufs des Schlachtschiffs Bismarck besuchte sie am 14. Februar 1939 Hamburg, und im März nahm sie an der Wiedereingliederung des Memellandes teil. Am 4. April 1939 kam das Boot durch die Zusammenlegung der Flottillen zur 6. Flottille. Bei Kriegsausbruch 1939 gehörten zu dieser Flottille neben der Seeadler die Leopard als Führerboot sowie die übrigen Boote der Raubtier-Klasse mit Luchs, Jaguar, Wolf, Iltis und Tiger. Die anderen fünf Boote der Raubvogel-Klasse bildeten die 5. Torpedobootsflottille.

### Kriegseinsätze
Die 6. Torpedoboots-Flottille wurde kurz vor Kriegsbeginn für Überwachungsaufgaben in der westlichen und mittleren Ostsee eingesetzt. Dabei ging schon am 25. August 1939 das Torpedoboot Tiger durch Kollision mit dem Zerstörer Max Schultz verloren (2 Tote). Nach und nach wurden die Boote der Flottille dann in die Nordsee verlegt, wo sie an der Ausbringung von Minensperren beteiligt waren.
Im November sicherten Boote der 6. Flottille den Rückmarsch von Zerstörern von deren offensiven Minenunternehmungen gegen die britische Ostküste. Am 13. nahm die Seeadler mit der Iltis, der Leopard und der Wolf sowie den Leichten Kreuzern Nürnberg und Köln die von der Themsemündung zurückkehrenden Zerstörer Karl Galster, Hermann Künne, Hans Lüdemann und Wilhelm Heidkamp auf. Am 18. folgte ein Einsatz der Seeadler mit der Leopard und der Iltis und den beiden Kreuzern zur Aufnahme der ebenfalls von der Themse heimkehrenden Bernd von Arnim, Hermann Künne und Wilhelm Heidkamp. In der folgenden Nacht lief das Boot wieder mit der Iltis, der Wolf und der Leopard sowie der Nürnberg aus, um die vom Humber zurückkehrenden Erich Steinbrinck, Hans Lody und Friedrich Eckoldt aufzunehmen.
Es folgten zwei Einsätze der Seeadler gegen britischen Schiffsverkehr zwischen den britischen Inseln und Skandinavien mit dem Panzerschiff Lützow (ex Deutschland), den Kreuzern Köln und Leipzig sowie den Torpedobooten Leopard und Iltis am 21./22. sowie am 24./25. zusätzlich mit der Wolf.
Vom 14. bis 16. Dezember 1939 stießen die Jaguar und die Seeadler ins Skagerrak vor und konnten sechs Handelsschiffe kapern.
Während des anlaufenden Unternehmens Weserübung geleiteten die Seeadler und die Luchs den zum Atlantik auslaufenden Hilfskreuzer Orion in der Nordsee. Für den Angriff auf Norwegen gehörten die beiden Boote dann mit dem Leichten Kreuzer Karlsruhe der Kriegsschiffsgruppe 4 gegen Kristiansand an. Wegen dichten Nebels konnten die deutschen Angreifer am 9. April zunächst nicht in Kristiansand einlaufen, und als es aufklarte, eröffneten die norwegischen Küstenbefestigungen das Feuer auf die Angreifer, wobei der zufällig vor Kristiansand liegende deutsche Frachter Seattle in das Kreuzfeuer geriet, in Brand geschossen wurde und später sank. Unter Feuerschutz der Karlsruhe gelang es erst spät kleineren Einheiten der Einbruch in den Hafen. Stadt und Küstenbatterien wurden dann von den deutschen Truppen eingenommen. Die beiden im Hafen liegenden norwegischen Torpedoboote Gyller und Odin und eine Anzahl weiterer Schiffe fielen dabei unbeschädigt in deutsche Hand, und die beiden U-Boote B 2 und B 3 wurden fahruntüchtig gemacht. Die Karlsruhe und die drei Torpedoboote traten am frühen Abend den Rückmarsch an. Schon kurz nach dem Auslaufen erhielt der Kreuzer nahe der Insel Oksøy durch das britische U-Boot Truant einen Torpedotreffer, der ihn so schwer beschädigte, dass er nach der Abbergung der Besatzung durch die Seeadler und die Luchs mit zwei Torpedos von der Greif versenkt werden musste.
Nach dem Überfall auf Norwegen wurde die Seeadler der 5. Torpedoboots-Flottille zugeteilt. Am 17. und 18. August 1940 sicherte das Boot mit der Möwe und der Greif die Minenschiffe Hansestadt Danzig und Kaiser, die das Minenfeld „Paternoster“ im Kattegat verlegten.

### Einsatz im Westen
Vom 12. bis zum 14. September 1940 sicherte die Seeadler mit der Iltis, T 1, T 2 und T 3 die Verlegung der Minenschiffe Brummer, Skagerrak und Stralsund nach Le Havre. Bis Weihnachten 1940 beteiligte sich die Seeadler danach an Minenoperationen gegen Dover und die Isle of Wight im Rahmen der 5. Flottille. In der Nacht zum 12. Oktober kam es zu einem Gefecht mit leichten alliierten Seestreitkräften, wobei die französischen U-Bootjäger Ch6 und Ch7 und die bewaffneten Trawler Listrac und Warwick Deeping versenkt wurden. In der Nacht zum 18. Oktober gehörte die Seeadler mit der 5. Flottille zum Verband des Führers der Zerstörer (F.d.Z.), Kapitän zur See Erich Bey auf der Friedrich Ihn mit den Zerstörern Erick Steinbrinck, Hans Lody und Karl Galster bei einem Vorstoss zum Bristolkanal. Das Auslaufen des deutschen Verbands aus Brest wurde frühzeitig durch die britische Luftwaffe entdeckt, und die britischen Kreuzer Newcastle und Emerald mit fünf Zerstörern wurden ihnen aus Plymouth entgegen geschickt. Die deutschen Zerstörer entdeckten die Briten auf großer Distanz und brachen ihren Vorstoß ab. Nur die Karl Galster erhielt zwei leichte Treffer. Auch die Briten brachen das Gefecht ab, da Newcastle einen Kesselzusammenbruch hatte. Die 5. Flottille kam nicht ins Gefecht.
Am 21./22. Dezember 1940 legten die Minenschiffe Cobra, Roland, Kaiser und Skagerrak das Minenfeld „SWa Wagner“ mit fast 1.000 Minen in der westlichen Nordsee aus mit Unterstützung und Sicherung durch die 5. Flottille aus. Die Falke, die Greif und die Seeadler sicherten zusammen mit den Torpedobooten T 1, T 7, T 9, T 10 und T 12 auch die erste Phase des ersten Ausbruchsversuchs der Schlachtschiffe Scharnhorst und Gneisenau in den Nordatlantik am 28./29. Dezember 1940, der wegen Seeschäden auf der Gneisenau vor Norwegen abgebrochen wurde.
Vom 16. bis 19. Januar 1941 begleiteten die Greif und die Seeadler die als Versorger vorgesehene Alstertor auf der Überführung von Cuxhaven nach Brest. In der Nacht zu 24. Januar sicherte die Seeadler mit der Iltis und dem Zerstörer Richard Beitzen die Minenschiffe Cobra, Kaiser und Roland bei einem Minenunternehmen gegen die englische Südost-Küste. Anschließend verlegten die Richard Beitzen, die Seeadler und die Iltis durch den Ärmelkanal zurück nach Brest. Als am 1. Februar 1941 der Schwere Kreuzer Admiral Hipper zu seiner zweiten Atlantik-Unternehmung in Brest auslief, gaben ihm in der Biskaya die Richard Beitzen, die Kondor und die Seeadler Geleitschutz. Als der Kreuzer am 15. Februar wieder zurückkehrte, wurde er von denselben Booten wieder aufgenommen und nach Brest begleitet.
Von Ende Februar bis Mai 1941 wurde das Boot in Rotterdam überholt, wie gleichzeitig auch die Schwesterboote Kondor, Greif und Falke.

### Einsätze Sommer 1941 bis Frühjahr 1942
Ab Mitte Mai 1941 wurden die sechs noch vorhandenen Torpedoboote der Raubvogel- und Raubtier-Klasse, außer der im Umbau in Königsberg befindlichen Möwe, nach ihren Werftaufenthalten in der Ostsee wieder eingefahren. Ám 16. Juni 1941 wurden die Greif, die Falke, die Jaguar und die Seeadler nach Dänemark verlegt. Am 7. Juli 1941 sicherten sie die Überführung des Leichten Kreuzers Nürnberg nach Horten und begleiteten auf dem Rückmarsch nach Frederikshavn die Leichten Kreuzer Emden und Leipzig. Im August sicherten die Seeadler und die Iltis die Rückführung des durch sowjetische Küstenartillerie beschädigten Zerstörers Richard Beitzen nach Deutschland. Am 25. August 1941 entließ das Marinegruppenkommando Nord die Flottille aus dem aktiven Dienst und die Boote wurden Schulungsaufgaben bei verschiedenen Einheiten zugewiesen.
Im Januar 1942 wurde die 5. Torpedoboots-Flottille in Rotterdam wieder zusammengezogen, um beim geplanten Kanaldurchbruch der schweren Einheiten Sicherungsaufgaben zu übernehmen. Am 12. und 13. Februar 1942 war die Seeadler in der 5. T-Flottille ab Cap Gris-Nez am Unternehmen Cerberus beteiligt, als die Schlachtschiffe Scharnhorst und Gneisenau und der Kreuzer Prinz Eugen von Brest nach Deutschland verlegt wurden.
Am 13./14. März 1942 passierte der Hilfskreuzer Michel im Schutz der 5. Flottille sowie neun Minensuchern den Ärmelkanal. In heftigen Gefechten mit britischen MTBs, MGBs und Zerstörern wurden die Zerstörer Walpole und Fernie beschädigt. Der Hilfskreuzer erreichte am 14. Le Havre, am 15. Saint-Malo und am 17. La Pallice, von wo er am 20. März in den Atlantik auslief.
Am 28. März versuchte die 5. T-Flottille, die beim britischen Raid gegen das Normandie-Dock in Saint-Nazaire eingesetzten leichten Einheiten abzufangen. Der Jaguar gelang es, kurzzeitig das MGB 74 in Schlepp zu nehmen. Als die Flottille jedoch auf die britischen Geleitzerstörer Atherstone und Tynedale traf, kam es zu einem Gefecht auf großer Distanz und die Jaguar kappte die Schlepptrosse zum gekaperten MGB. Die deutschen Boote zogen sich zurück, da sie nicht erkannten, nur zwei Geleitzerstörern gegenüber zu stehen.

### Der letzte Einsatz
Vom 8. bis zum 12. Mai 1942 verlegte die 5. T-Flottille mit der Falke, der Iltis, der Kondor und der Seeadler von Brest nach Hoek van Holland, um den Hilfskreuzer Stier von dort durch den Ärmelkanal zu geleiten. Schon am 12., dem ersten Tag des Rückmarsches der Boote mit dem Hilfskreuzer, wurde der Verband von britischen Schnellbooten angegriffen. Nahe dem Kap Griz Nez versenkte die Seeadler das Schnellboot MTB 220. Ein MTB versenkte am frühen Morgen des 13. Mai 1942 kurz nach 4 Uhr die Iltis mit einem Torpedo (115 Tote). Knapp fünf Minuten später wurde auch die Seeadler durch einen Torpedo von MTB 219 getroffen, und das Boot sank nahe Boulogne auf der Position 50° 46′ N, 1° 34′ O. Dabei kamen 85 Mann der Besatzung ums Leben. Deutsche Schnellboote konnten von den beiden Torpedobooten noch einige Schiffbrüchige finden.

## Technische Beschreibung
Das Boot gehörte zu den Serienbooten des Typs 1924. Diese wiesen eine Typverdrängung von 924 tn.l. sowie eine Konstruktionsverdrängung von 998 t auf. Im Einsatz verdrängten sie 1.290 t. Die Bunkerkapazität lag bei 321 m³ Öl für einen Fahrbereich von 2.000 Seemeilen bei 20 Knoten. Die Antriebsleistung der Getriebeturbinenanlage von Schichau lag bei 23.000 PSw, was eine Höchstgeschwindigkeit von 33 Knoten erlaubte. Die Länge lag bei 88,5 Meter über alles und 85,7 Meter in der Wasserlinie. Die Breite betrug 8,3 Meter und der mittlere Tiefgang 3,65 Meter.
Die Bewaffnung bestand bei Indienststellung aus drei 10,5-cm-Geschützen und sechs Torpedorohren. Später kamen zwei 2-cm-Flak hinzu und das Kaliber der Torpedorohre wurde geändert.

## Kommandanten
| 1. Mai bis Juni 1928                                   | KL Adolf Pirmann            | 1895–       | zuletzt : Generalleutnant der Luftwaffe |
| Juli bis Oktober 1928                                  | KL Heinz Kiderlen           | 1896–1973   | Kapitän zur See                         |
| Oktober bis 15. November 1928                          | KL Wilhelm Meendsen-Bohlken | 1897–       | Vizeadmiral                             |
| 10. April bis 15. August 1929                          | KL Gerhard Wagner           | 1898–1987   | Konteradmiral der Bundesmarine          |
| 22. August bis 19. Oktober 1929                        | OLzS Fritz Berger           | 1900–1973   | Kapitän zur See                         |
| 15. Oktober 1930 bis Oktober 1931                      | KL Karl-Jesko von Puttkamer | 1900–1981   | Konteradmiral                           |
| Oktober 1931 bis September 1932                        | KL Günther Gumprich         | 1900–1943 † | Kapitän zur See                         |
| September 1932 bis 20. Juli 1933                       | KL Alfred Schulze-Hinrichs  | 1899–1972   | Kapitän zur See                         |
| 5. Oktober 1933 bis Oktober 1934                       | ???                         |             |                                         |
| Oktober 1934 bis September 1935                        | KL Friedrich Kothe          | 1901–1944 † | Kapitän zur See                         |
| September 1935 bis September 1936 Mai bis Oktober 1937 | KL Georg Langheld           | 1905–1973   | Kapitän zur See                         |
| September 1936 bis Mai 1937                            | KL Otto Teichmann           | 1904–1958   | Kapitän zur See                         |
| Oktober 1937 bis 10. Dezember 1937                     | KL Günther Wachsmuth        | 1906–       | Kapitän zur See                         |
| 11. Juni 1938 bis Oktober 1938                         | KL Walter Riede             | 1903–       | Kapitän zur See                         |
| November 1938 bis Oktober 1939                         | KL Werner Hartenstein       | 1908–1943 † | Korvettenkapitän                        |
| Oktober 1939 bis Januar 1942                           | KL Franz Kohlauf            | 1910–1944 † | Fregattenkapitän                        |
| Januar bis Februar 1942                                | i.V. OLzS Hermann Holzapfel | 1917–       |                                         |
| Februar 1942 bis 13. Mai 1942                          | KL Hans Strecker            | 1914–       |                                         |

(Quelle:)